# Liste der Abgeordneten zum Tiroler Landtag (Gefürstete Grafschaft, X. Wahlperiode)
Diese Liste der Abgeordneten zum Tiroler Landtag (Gefürstete Grafschaft, X. Wahlperiode) listet alle Abgeordneten zum Tiroler Landtag im Kronland der Gefürsteten Grafschaft Tirol (Österreich-Ungarn) in dessen X. Wahlperiode auf. Die Angelobung der Abgeordneten erfolgte am 27. April 1908, wobei der Landtag 68 Abgeordnete umfasste. Dem Landtag gehörten dabei 10 Vertreter des Großgrundbesitzes, 3 Vertreter der Handelskammer, 13 Vertreter der Städte und Orte und 34 Vertreter der Landgemeinden. Hinzu kamen sieben Virilstimmen und die Stimme des Rektors der Universität Innsbruck.

## Sessionen
Die X. Wahlperiode war in vier Sessionen unterteilt und wies folgende Tagungszeiträume auf:
- I. Session: 27. April 1908 bis 29. April 1908, 22. September 1908  bis 7. November 1908, 8. Jänner 1909  bis 18. Jänner 1909
- II. Session: 27. Dezember 1909 bis 18. Februar 1910
- III. Session: 16. Jänner 1912 bis 9. Februar 1912
- IV. Session:28. April 1913 bis 10. Mai 1913, 23. September 1913 bis 18. Oktober 1913,3. Februar 1914 bis 13. Februar 1914

## Landtagsabgeordnete
| Name                          | Wahl- klasse                  | Region                                                                  | Anmerkung                                                  |
| ----------------------------- | ----------------------------- | ----------------------------------------------------------------------- | ---------------------------------------------------------- |
| Altenweisel Joseph            | Fürsterzbischöfe und Prälaten | Fürsterzbischof von Brixen                                              | am 25. Juni 1912 verstorben                                |
| Bellat Karl                   | Städte und Orte               | Levico, Pergine und Borgo                                               |                                                            |
| Bertolini Adolfo              | Städte und Orte               | Trient                                                                  |                                                            |
| Bliem Franz                   | Landgemeinden                 | Rattenberg, Kufstein, Fügen, Zell                                       |                                                            |
| Cappelletti Giuseppe          | Städte und Orte               | Mezzolombardo, Cles, Fondo, Lavis und Cavalese                          |                                                            |
| Chini Giuseppe                | Fürsterzbischöfe und Prälaten | Erzpriester von Rovereto, Propst von Arco                               | bis ca. 1913                                               |
| Christomannos Theodor         | Handelskammer                 | Bozen                                                                   | am 30. Jänner 1911 verstorben                              |
| Conci Giuseppe                | Landgemeinden                 | Cles, Male, Fondo, Mezzolombardo                                        |                                                            |
| De Carli Eduardo              | Landgemeinden                 | Trient (Umgebung), Lavis, Cembra, Civezzano, Bezzano, Pergine           |                                                            |
| Delugan Baldessare            | Landgemeinden                 | Tione, Condino, Stenico                                                 |                                                            |
| Endrici Celestino             | Fürsterzbischöfe und Prälaten | Fürsterzbischof von Trient                                              |                                                            |
| Erben Wilhelm                 | Universität                   |                                                                         | ab September 1913 für Alois Lode                           |
| Eyrl Georg Bernhard           | Adeliger großer Grundbesitz   |                                                                         | Mandatsverzicht im Jahr 1912                               |
| Falbesoner Hermann            | Landgemeinden                 | Silz, Imst, Reutte                                                      |                                                            |
| Forcher-Mayr Hans             | Handelskammer                 | Bozen                                                                   | am 16. Jänner 1912 für Theodor Christomannos angelobt      |
| Frick Johann                  | Landgemeinden                 | Brixen, Sterzing                                                        |                                                            |
| Gentili Guido                 | Landgemeinden                 | Borgo, Strigno, Levico                                                  |                                                            |
| Glatz Sebastian               | Städte und Orte               | Meran, Glurns, Kaltern und Tramin                                       | am 26. September 1910 verstorben                           |
| Grabmayr von Angerheim Karl   | Adeliger großer Grundbesitz   |                                                                         | Mandatsverzicht im Jahr 1912                               |
| Grabmayr von Angerheim Paul   | Adeliger großer Grundbesitz   |                                                                         | am 28. April 1913 für Karl Grabmayr von Angerheim angelobt |
| Gratz Johann                  | Landgemeinden                 | Innsbruck (Umgebung), Mieders, Steinach, Telfs                          |                                                            |
| Greil Wilhelm                 | Städte und Orte               | Innsbruck                                                               |                                                            |
| Guggenberger Otto             | Landgemeinden                 | Brixen, Sterzing                                                        | am 10. Jänner 1914 verstorben                              |
| Habicher Franz                | Landgemeinden                 | Landeck, Ried, Nauders                                                  |                                                            |
| Hartmann Arnold               | Landgemeinden                 | Hall, Schwaz                                                            |                                                            |
| Hassler Gottfried             | Landgemeinden                 | Lienz, Windischmatrei, Sillian                                          | ab 28. April 1913 für Anton Rainer                         |
| Hölzl Josef                   | Landgemeinden                 | Meran, Schlanders, Glurns, Passeier, Lana                               |                                                            |
| Huber Sebastian               | Städte und Orte               | Meran, Glurns, Kaltern und Tramin                                       | am 31. Jänner 1910 für Sebastian Glatz angelobt            |
| Kapferer Max                  | Landgemeinden                 | Hall, Schwaz                                                            |                                                            |
| Kathrein Theodor              | Städte und Orte               | Imst, Vils, Reutte und Landeck                                          |                                                            |
| Katschthaler Johannes Baptist | Fürsterzbischöfe und Prälaten | Fürsterzbischof von Salzburg                                            |                                                            |
| Kienpointner Josef            | Landgemeinden                 | Kitzbühel, Hopfgarten                                                   |                                                            |
| Kienzl Josef                  | Landgemeinden                 | Bozen (Umgebung), Neumarkt, Kaltern, Sarnthal, Kastelruth, Klausen      |                                                            |
| Kofler Anton                  | Handelskammer                 | Innsbruck                                                               |                                                            |
| Kretschmar Paul Gustav        | Universität                   |                                                                         | ab April 1913 für Hans Forcher-Mayr                        |
| Kuperion Josef                | Landgemeinden                 | Meran, Schlanders, Glurns, Passeier, Lana                               |                                                            |
| Lanzerotti Emanuele           | Landgemeinden                 | Cles, Male, Fondo, Mezzolombardo                                        |                                                            |
| Lode Alois                    | Universität                   |                                                                         | ab 1912 für Adolf von Wretschko                            |
| Lodron Carlo                  | Adeliger großer Grundbesitz   |                                                                         |                                                            |
| Anton von Longo-Liebenstein   | Adeliger großer Grundbesitz   |                                                                         |                                                            |
| Mathe Franz                   | Landgemeinden                 | Innsbruck (Umgebung), Mieders, Steinach, Telfs                          |                                                            |
| Mayr Michael                  | Städte und Orte               | Hall, Rattenberg, Kitzbühel, Kufstein und Schwaz                        |                                                            |
| Moll Franz von                | Adeliger großer Grundbesitz   |                                                                         |                                                            |
| Niedrist Karl                 | Landgemeinden                 | Rattenberg, Kufstein, Fügen, Zell                                       |                                                            |
| Panizza Giovanni Battista     | Landgemeinden                 | Rovereto, Nogaredo, Mori, Riva, Ala, Arco, Val di Ledro                 |                                                            |
| Paolazzi Bonfiglio            | Landgemeinden                 | Cavalese, Fassa, Primiero                                               |                                                            |
| Parolari Virginio             | Landgemeinden                 | Tione, Condino, Stenico                                                 |                                                            |
| Parteli Vigilio               | Fürsterzbischöfe und Prälaten | Erzpriester von Rovereto, Probst von Arco                               | ab April 1913 für Giuseppe Chini                           |
| Pinalli Angelo                | Städte und Orte               | Roverto                                                                 |                                                            |
| Pretz Josef                   | Adeliger großer Grundbesitz   |                                                                         |                                                            |
| Raile Angelo                  | Handelskammer                 | Rovereto                                                                |                                                            |
| Rainer Franz                  | Landgemeinden                 | Lienz, Windischmatrei, Sillian                                          | am 30. März 1912 verstorben                                |
| Scala Rudolf von              | Universität                   |                                                                         | bis 1909                                                   |
| Schoepfer Aemilian            | Landgemeinden                 | Brunneck, Taufers, Welsberg, Buchenstein, Enneberg, Ampezzo             |                                                            |
| Schorn Johann                 | Städte und Orte               | Brixen, Sterzing, Klausen, Bruneck, Lienz und Innichen                  |                                                            |
| Schraffl Josef                | Landgemeinden                 | Lienz, Windischmatrei, Sillian                                          |                                                            |
| Siegele Josef                 | Landgemeinden                 | Landeck, Ried, Nauders                                                  |                                                            |
| Sölder Otto                   | Adeliger großer Grundbesitz   |                                                                         |                                                            |
| Steck Johann                  | Landgemeinden                 | Bozen (Umgebung), Neumarkt, Kaltern, Sarnthal, Kastelruth, Klausen      |                                                            |
| Stefenelli Antonio            | Städte und Orte               | Riva, Ala, Arco und Mori                                                |                                                            |
| Sternbach Paul von            | Adeliger großer Grundbesitz   |                                                                         |                                                            |
| Stumpf Franz                  | Landgemeinden                 | Kitzbühel, Hopfgarten                                                   |                                                            |
| Tonelli Albino                | Landgemeinden                 | Trient (Umgebung), Lavis, Cembra, Civezzano, Bezzano, Pergine           |                                                            |
| Trapp Gotthard                | Adeliger großer Grundbesitz   |                                                                         |                                                            |
| Trettel Michael               | Landgemeinden                 | Cavalese, Fassa, Primiero                                               |                                                            |
| Treuinfels Leo Maria          | Fürsterzbischöfe und Prälaten | Abt von Marienberg, Probst von Neustift, Prior von Gries                |                                                            |
| Unterkircher Peter            | Landgemeinden                 | Silz, Imst, Reutte                                                      |                                                            |
| Venzo Quirino                 | Landgemeinden                 | Borgo, Strigno, Levico                                                  |                                                            |
| Viesi Silvio                  | Städte und Orte               | Trient                                                                  |                                                            |
| Wackernell Josef              | Adeliger großer Grundbesitz   |                                                                         |                                                            |
| Walter Josef                  | Fürsterzbischöfe und Prälaten | Pröbste von Bozen und Innichen, Landeskomtur des deutschen Ritterordens |                                                            |
| Walther Wilhelm von           | Städte und Orte               | Bozen                                                                   |                                                            |
| Wenin Hans                    | Städte und Orte               | Innsbruck                                                               |                                                            |
| Widmann Alfons                | Adeliger großer Grundbesitz   |                                                                         | am 28. April 1913 für Georg Bernhard Eyrl angelobt         |
| Winkler Anton                 | Landgemeinden                 | Brunneck, Taufers, Welsberg, Buchenstein, Enneberg, Ampezzo             |                                                            |
| Wretschko Adolf von           | Universität                   |                                                                         | ab 1909 für Rudolf von Scala, vor 1912 ausgeschieden       |
| Zacher Adrian                 | Fürsterzbischöfe und Prälaten | Äbte von Wilten, Stams und Fiecht                                       |                                                            |
| Zanoni Antonio                | Landgemeinden                 | Rovereto, Rogaredo, Mori, Riva, Ala, Arco, Val di Ledro                 |                                                            |